# Norton County
Norton County is een county in de Amerikaanse staat Kansas.
De county heeft een landoppervlakte van 2.274 km² en telt 5.953 inwoners (volkstelling 2000). De hoofdplaats is Norton.

## Bevolkingsontwikkeling

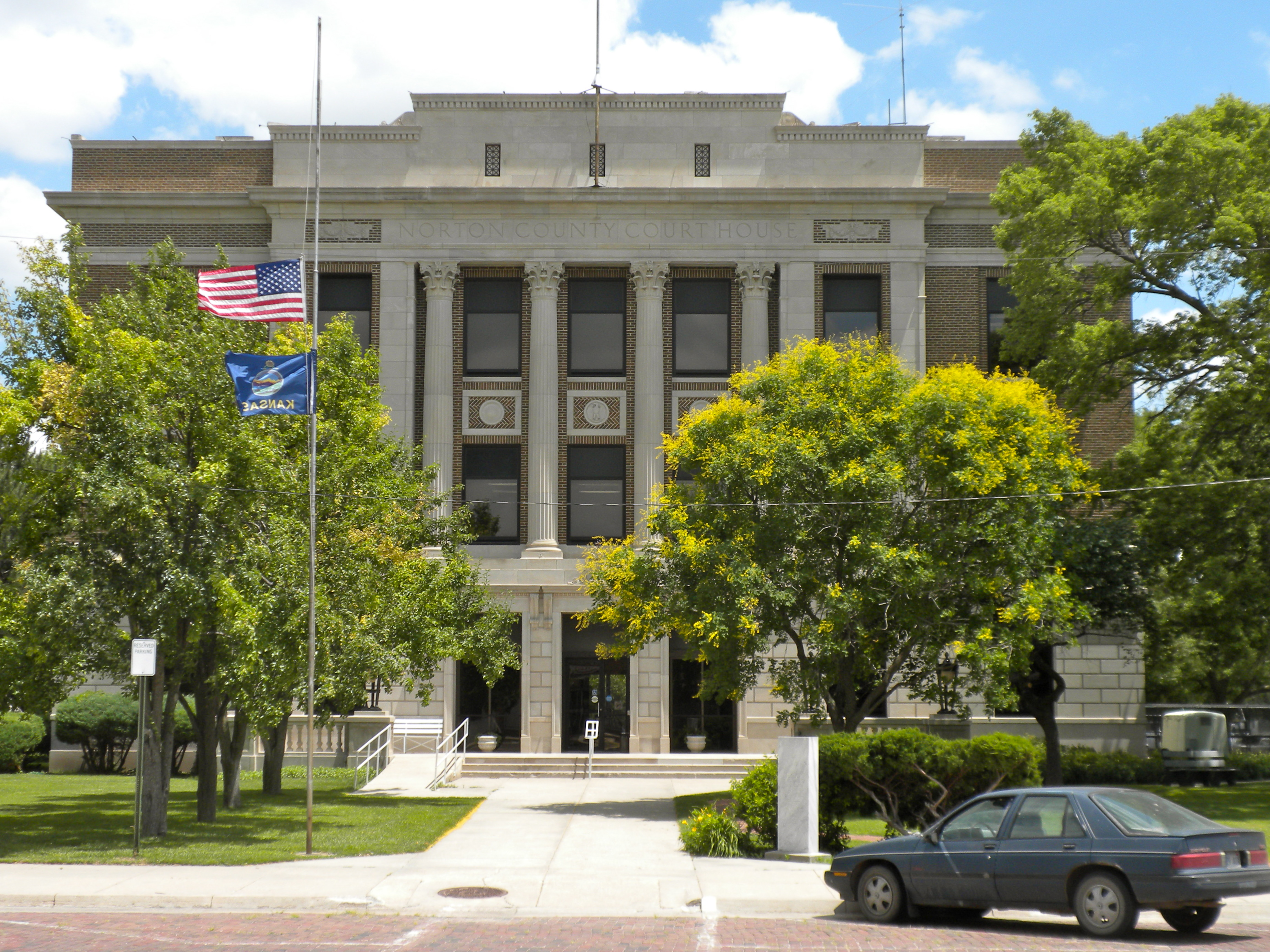
Norton County Courthouse